# Savranske, Bârzula
Savranske (în ucraineană Савранське) este un sat în comuna Pesceana din raionul Bârzula, regiunea Odesa, Ucraina. Denumirea originală a localității fu Leahova. Localitatea Leahova intrase in componența R.A.S.S. Moldovenești. Actualul oiconim Savranske fu adoptat in anul 1947 in baza deciziei Prezidiului Sovietului Suprem al R.S.S.Ucrainene.

## Demografie
Componența lingvistică a localității Savranske
     Ucraineană (94,62%)
     Română (4,43%)
     Alte limbi (0,95%)
Conform recensământului din 2001, majoritatea populației localității Savranske era vorbitoare de ucraineană (94,62%), existând în minoritate și vorbitori de română (4,43%).